# Mounds View
Mounds View és una població dels Estats Units a l'estat de Minnesota. Segons el cens del 2000 tenia 12.738 habitants.

## Demografia
Segons el cens del 2000, Mounds View tenia 12.738 habitants, 5.018 habitatges, i 3.387 famílies. La densitat de població era de 1.196,6 habitants per km².
Dels 5.018 habitatges en un 33,5% hi vivien nens de menys de 18 anys, en un 50,8% hi vivien parelles casades, en un 12,2% dones solteres, i en un 32,5% no eren unitats familiars. En el 23,9% dels habitatges hi vivien persones soles el 6,6% de les quals corresponia a persones de 65 anys o més que vivien soles. El nombre mitjà de persones vivint en cada habitatge era de 2,53 i el nombre mitjà de persones que vivien en cada família era de 3,02.
Per edats la població es repartia de la següent manera: un 25,8% tenia menys de 18 anys, un 10,5% entre 18 i 24, un 32,4% entre 25 i 44, un 22,4% de 45 a 60 i un 8,9% 65 anys o més.
L'edat mediana era de 34 anys. Per cada 100 dones de 18 o més anys hi havia 97,5 homes.
La renda mediana per habitatge era de 51.974 $ i la renda mediana per família de 60.685 $. Els homes tenien una renda mediana de 37.418 $ mentre que les dones 29.196 $. La renda per capita de la població era de 24.271 $. Entorn del 4,4% de les famílies i el 5,9% de la població estaven per davall del llindar de pobresa.

## Poblacions més properes
El següent diagrama mostra les poblacions més properes.